# Treguas de Majano
Las treguas de Majano son un tratado firmado en Almajano en la provincia de Soria, el 16 de julio de 1430 entre las coronas de Castilla y Aragón que puso fin a la guerra castellano-aragonesa de 1429-1430. Sin embargo, la paz definitiva no se alcanzó hasta la firma de la Concordia de Toledo una vez finalizado el plazo de cinco años establecido en las treguas.

## Antecedentes
En junio de 1429 se inició una guerra que enfrentó al rey de la Corona de Castilla Juan II ―alentado por su valido don Álvaro de Luna― con el rey de la Corona de Aragón Alfonso el Magnánimo, quien, con sus huestes y las de su hermano el rey consorte de Navarra el infante don Juan, entró en el reino de Castilla y León en defensa de las posesiones de la familia ―los infantes de Aragón― que habían sido tomadas por el ejército real de Juan II.
Las huestes de los reyes de Aragón y de Navarra avanzaron por Ariza hasta Sigüenza e Hita. Siguieron combates en la zona fronteriza entre Castilla y Aragón, hasta que Alfonso V se vio agotado por la guerra, iniciándose las negociaciones.

## Las treguas
Los reyes de Aragón y de Navarra enviaron una embajada al rey Juan II para conseguir una tregua si este se comprometía a devolver a los infantes de Aragón y a la reina madre Leonor de Alburquerque las posesiones que se habían repartido los magnates castellanos en Medina del Campo en febrero de 1430. El rey Juan II recibió a los seis embajadores ―tres por el rey de Aragón y tres por el rey de Navarra― el 14 de junio de 1430 en Burgo de Osma en presencia del condestable don Álvaro de Luna, del arzobispo de Toledo y del conde de Benavente, y tras escucharlos nombró como sus representantes en las negociaciones a don Álvaro de Luna y al arzobispo de Santiago, Lope de Mendoza.
El acuerdo al que finalmente se llegó supuso una completa derrota de las pretensiones de los reyes de Aragón y de Navarra, pues no les serían devueltas sus posesiones a los infantes de Aragón ni percibirían una renta equivalente en metálico por las mismas, sino que solo se llegó al compromiso de que al finalizar la tregua que duraría cinco años ―período de tiempo durante el cual los infantes de Aragón no podrían entrar en Castilla― unos jueces resolverían las reclamaciones de los infantes. El rey Juan II se comprometía a respetar «las tierras e vassallos» de estos pero solo los que en aquel momento estuvieran en su posesión: los castillos de Segura, Alburquerque, Alba de Tormes y algunos otros diseminados en la frontera de Extremadura y de Murcia. Estos términos tan duros fueron aceptados por los reyes de Aragón y de Navarra, debido a su inferioridad militar, y sus embajadores las firmaron en el lugar de Majano el 16 de julio de 1430. Como ha señalado Jaume Vicens Vives, «la tenacidad de don Álvaro se impuso a las demandas aragonesas por la misma causa que cinco años antes, en Torre de Arciel, Castilla había claudicado ante Aragón: por la superioridad del ejército que respaldaba las negociaciones de paz». Por su parte José María Lacarra señala que «en Majano don Álvaro triunfó en toda línea, y para nada se habló de las posesiones de don Juan en Castilla. Tan sólo, a modo de consolación, se acordó que una comisión arbitral de catorce miembros, siete por cada parte, estudiarían las reclamaciones y cuestiones pendientes».

### Reparto de los bienes confiscados entre la alta nobleza castellana
Conseguidas todas las posesiones de los infantes de Aragón en Castilla se procedió a su reparto el 17 de febrero de 1430 entre la alta nobleza castellana que había respaldado al rey, empezando por el propio don Álvaro de Luna que un mes y medio antes había obtenido en Cáceres el cargo de administrador perpetuo de la Orden de Santiago, lo que le convirtió en el hombre más poderoso de Castilla. La corona únicamente se quedó el señorío de Medina del Campo, la localidad donde se había hecho efectivo el reparto. Olmedo fue entregado a la reina María.
- Pedro Fernández de Velasco, conde de Benavente, recibió las villas de Haro y Belorado, con título condal.
- El adelantado mayor de León, recibió Paredes de Nava.
- Gutierre Gómez de Toledo, obispo de Palencia, recibió Alba de Tormes.
- Íñigo de Estúñiga recibió Cerezo.
- Fadrique de Luna recibió Cuéllar y Villalón.
- Luis González de Guzmán, maestre de la Orden de Calatrava, recibió Andújar.
- Pedro de Zúñiga, recibió Ledesma, con el título condal.
- Garci IV Fernández Manrique de Lara, conde de Castañeda, recibió Galisteo.
- Pedro Ponce de León y Haro, señor de Marchena, recibió Medellín con el título condal.
- Fernán Álvarez de Toledo recibió Salvatierra.
- Pedro García Herrera recibió Montemayor.
- Hernán López de Saldaña recibió Miranda de Castañar.
- El doctor Periáñez recibió La Granadella.

- Rodrigo Alonso Pimentel recibió el condado de Mayorga.
- Íñigo López de Mendoza recibió varias aldeas alrededor de Guadalajara.
- Fadrique Enríquez recibió Peñafiel.

## Última resistencia
Los infantes de Aragón don Enrique y don Pedro que todavía combatían desde el castillo de Alburquerque que seguía en su poder se negaron a aceptar las treguas de Majano y durante los dos años siguientes siguieron combatiendo por Extremadura hasta que en julio de 1432 el comendador de Alcántara Gutierre de Sotomayor les traicionó y gracias a ello don Álvaro de Luna pudo apresar al infante don Pedro. Esto obligó al infante don Enrique a deponer las armas y a abandonar Castilla a cambio de la libertad de su hermano. Las condiciones impuestas a don Enrique fueron verdaderamente duras: debía entregar todas las fortalezas que detentaran sus partidarios y todos sus bienes fueron secuestrados. El infante don Pedro fue entregado al rey de Portugal, que había actuado como mediador, y los dos hermanos zarparon de Lisboa en 1432 rumbo a Valencia, para después dirigirse a Italia, donde se encontraba el rey aragonés Alfonso el Magnánimo.